# Blepharhymenus gracilis
Blepharhymenus gracilis är en skalbaggsart som först beskrevs av Thomas Casey 1885.  Blepharhymenus gracilis ingår i släktet Blepharhymenus och familjen kortvingar. Inga underarter finns listade i Catalogue of Life.